# Yaser Kasim
Yaser Safa Qasim Al-Qadefaje (Baghdad, 10 maggio 1991) è un calciatore iracheno, di ruolo centrocampista dell'Eastbourne Borough.

## Carriera

### Club
Ha giocato nella categorie minori del campionato inglese con il Brighton & Hove, il Luton Town ed il Macclesfield sino ad assumere un ruolo stabile in prima squadra con lo Swindon Town. Dal 2017 al gennaio 2019 ha vestito la maglia del Northampton Town, ma il suo utilizzo è stato piuttosto raro, tanto da rescindere consensualmente. Nel luglio 2019, dopo aver sostenuto un provino, è stato tesserato dagli svedesi dell'Örebro.

### Nazionale
Dal 2014 al 2018 gioca in totale 19 partite nella nazionale di calcio irachena, con la quale segna anche 3 reti. In precedenza nel 2012 aveva giocato una partita con la nazionale Under-23.
Nel 2015 ha partecipato alla Coppa d'Asia.

## Palmarès

### Club

#### Competizioni nazionali
- Football League One: 1

Brighton & Hove: 2010-2011